# Opalone

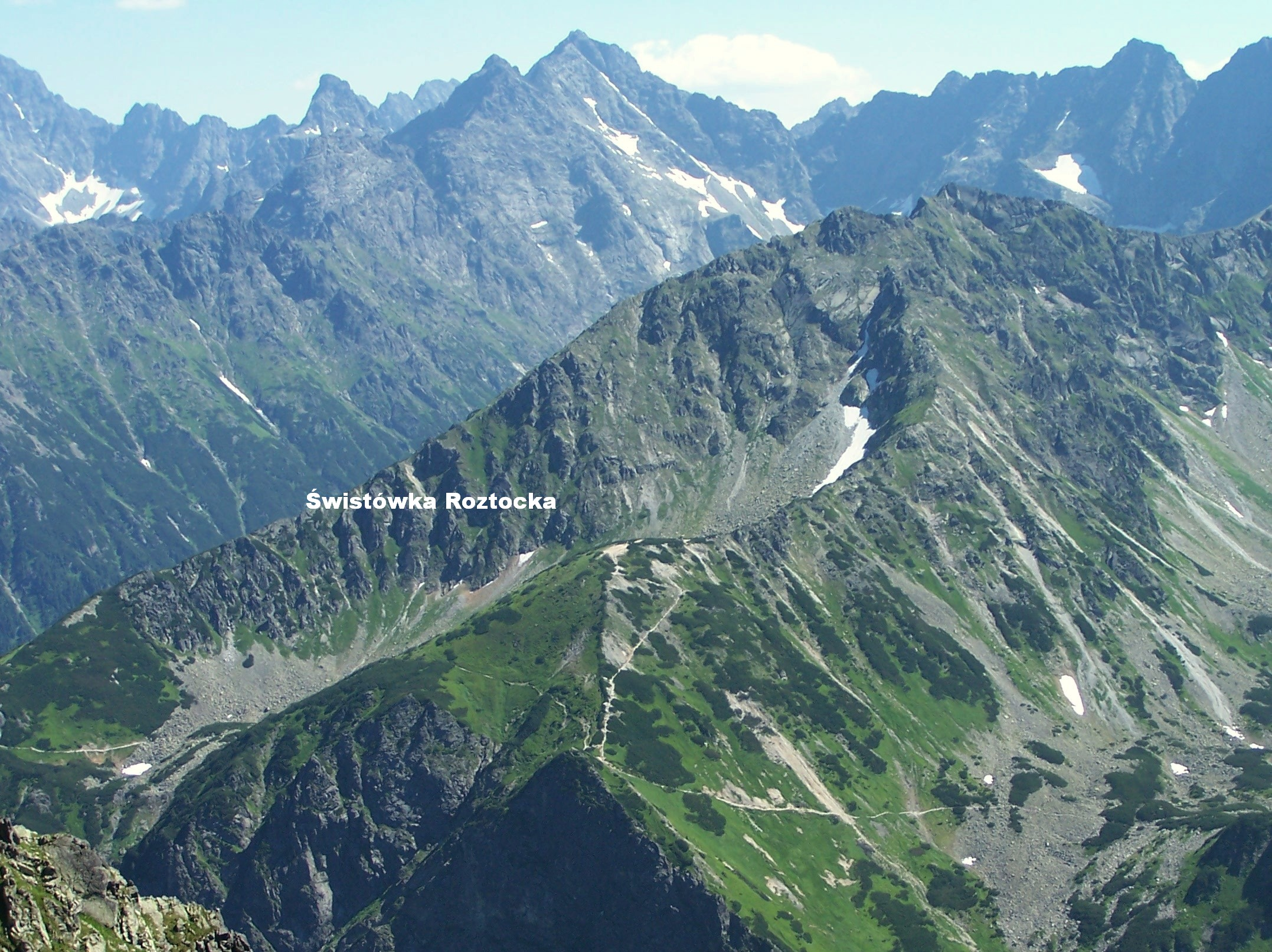
Opalony Wierch, Opalone i Świstówka Roztocka – widok z Krzyżnego

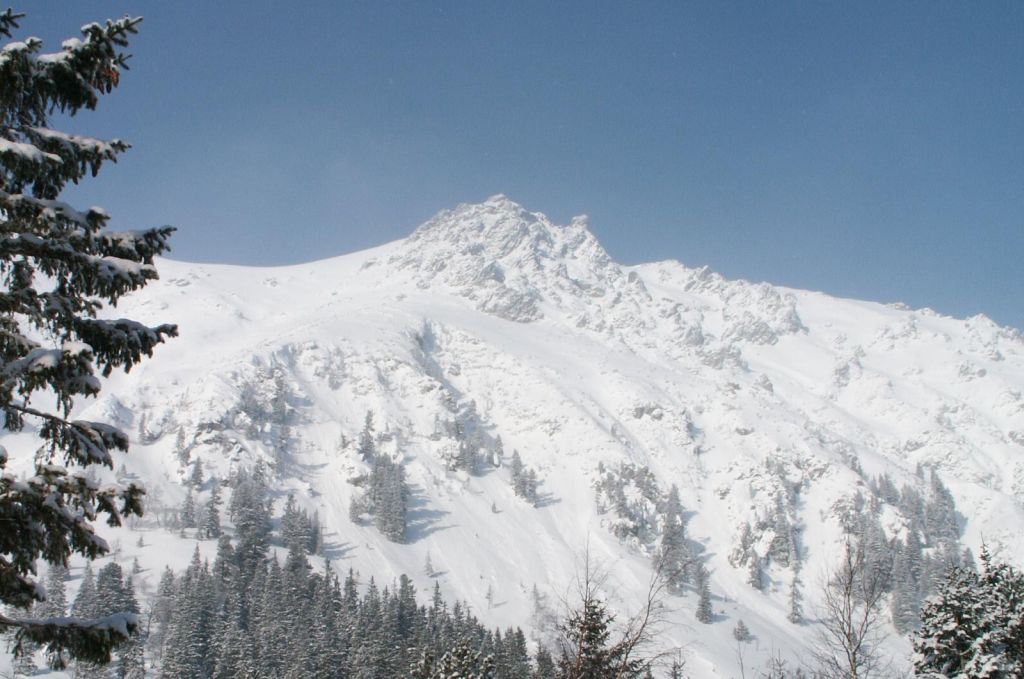
Opalony Wierch – najwyższy szczyt w grani Opalonego

Opalone – trawiasto-lesisty grzbiet w Tatrach Wysokich, odchodzący od Opalonego Wierchu w kierunku północno-wschodnim aż do przełęczy Roztockie Siodło oddzielającej go od wzniesienia Roztockiej Czuby.
Opalone oddziela Dolinę Rybiego Potoku od Doliny Roztoki. Jego zbocza opadające do Doliny Roztoki są na znacznej części podcięte skalnymi urwiskami. Na górnej części Opalonego znajduje się trawiasta rówień, nazywana Wolarnią nad Kępą, Równią nad Kępą lub Nad Kępą. Dawniej była ona wypasana. Z grupy głazów na tej równi rozległy widok na granitowe szczyty wznoszące się nad Morskim Okiem i Czarnym Stawem. Z tego miejsca malowali pejzaże Tatr m.in. Leon Wyczółkowski, Walery Eljasz-Radzikowski, Wojciech Gerson.
Pod Opalonym Wierchem od grani odchodzi boczny grzbiet zakończony Świstową Czubą. Między tymi dwiema graniami znajduje się niewielka dolinka o nazwie Świstówka Roztocka.
Przez Opalone prowadzi ścieżka, która od dawna znana była juhasom. W 1877 roku perć naprawiono staraniem Towarzystwa Tatrzańskiego, a w 1888 roku przebudowano odcinek od Morskiego Oka do równi Wolarnia nad Kępą. Najstarsze odnotowane przejście turystyczne zimowe – Jan Grzegorzewski, Bartłomiej Obrochta, Gustaw Rojana Studentowicz, Józef Trzebinia Słomiak 22 stycznia 1894 r.
Ze wschodnich zboczy Opalonego spadają do Doliny Rybiego Potoku znany z wielkich lawin Żleb Żandarmerii oraz Głęboki Żleb.

## Szlaki turystyczne
– niebieski znad Morskiego Oka przez Opalone do schroniska w Dolinie Pięciu Stawów. Czas przejścia: 2 h, z powrotem 1:40 h.